# Cantón de Le Portel
El cantón de Le Portel era una división administrativa francesa, que estaba situada en el departamento de Paso de Calais y la región de Norte-Paso de Calais.

## Composición
El cantón estaba formado por la comuna que le daba su nombre, más una fracción de otra comuna:
- Boulogne-sur-Mer (fracción)
- Le Portel

## Supresión del cantón de Le Portel
En aplicación del Decreto n.º 2014-233 de 24 de febrero de 2014, el cantón de Le Portel fue suprimido el 22 de marzo de 2015 y sus 2 comunas pasaron a formar parte; una del nuevo cantón de Boulogne-sur-Mer-2 y la fracción de la comuna se unió con las demás fracciones para que, por medio de una reestructuración cantonal, fueran creados los nuevos cantones de Boulogne-sur-Mer-1 y Boulogne-sur-Mer-2.